# D10 (Tsjechië)
De Dálnice 10 (D10) is een autosnelweg in Tsjechië. De weg verbindt Praag met het noorden doorheen de kraj Praag, Midden-Bohemen en het zuiden van Liberec. De lengte van de snelweg is 72 kilometer. 
Het traject van de D10 vertrekt aan de autosnelwegring van Praag bij knooppunt Satalice. De D10 voert langs Mladá Boleslav tot Turnov. De D10 is een onderdeel van het traject van de E65. De D10 wordt als dusdanig maar aangeduid en heeft de klassificatie van autosnelweg sinds 1 januari 2016. Daarvoor was het traject een expresweg, en aangeduid als de R10 wat staat voor Rychlostní silnice 10.
Bij Turnov biedt de D10 aansluiting op de D35 of Dálnice 35 (ook deze was tot eind 2015 de expresweg R35 of Rychlostní silnice 35) De D35 loopt langs Liberec tot de Duitse grens bij de grensstad Zittau waar de autosnelweg aansluit op de Bundesstraße 178. 
Een kilometer verder eindigt de D10 en splitst deze in de R10 die verder loopt tot Harrachov en de Poolse grens waar ze overgaat in de DK3 en de R35 die loopt tot Mohelnice en daar terug in autosnelwegvorm als D35 doorloopt tot Lipník nad Bečvou waar de D35 en D1 mekaar kruisen en de D35 terug een expresweg wordt en als R35 (en E442) aansluit op de I/10 (Cesta I. triedy 10) van het Slowaakse wegennet bij Makov.

## Fotogalerij

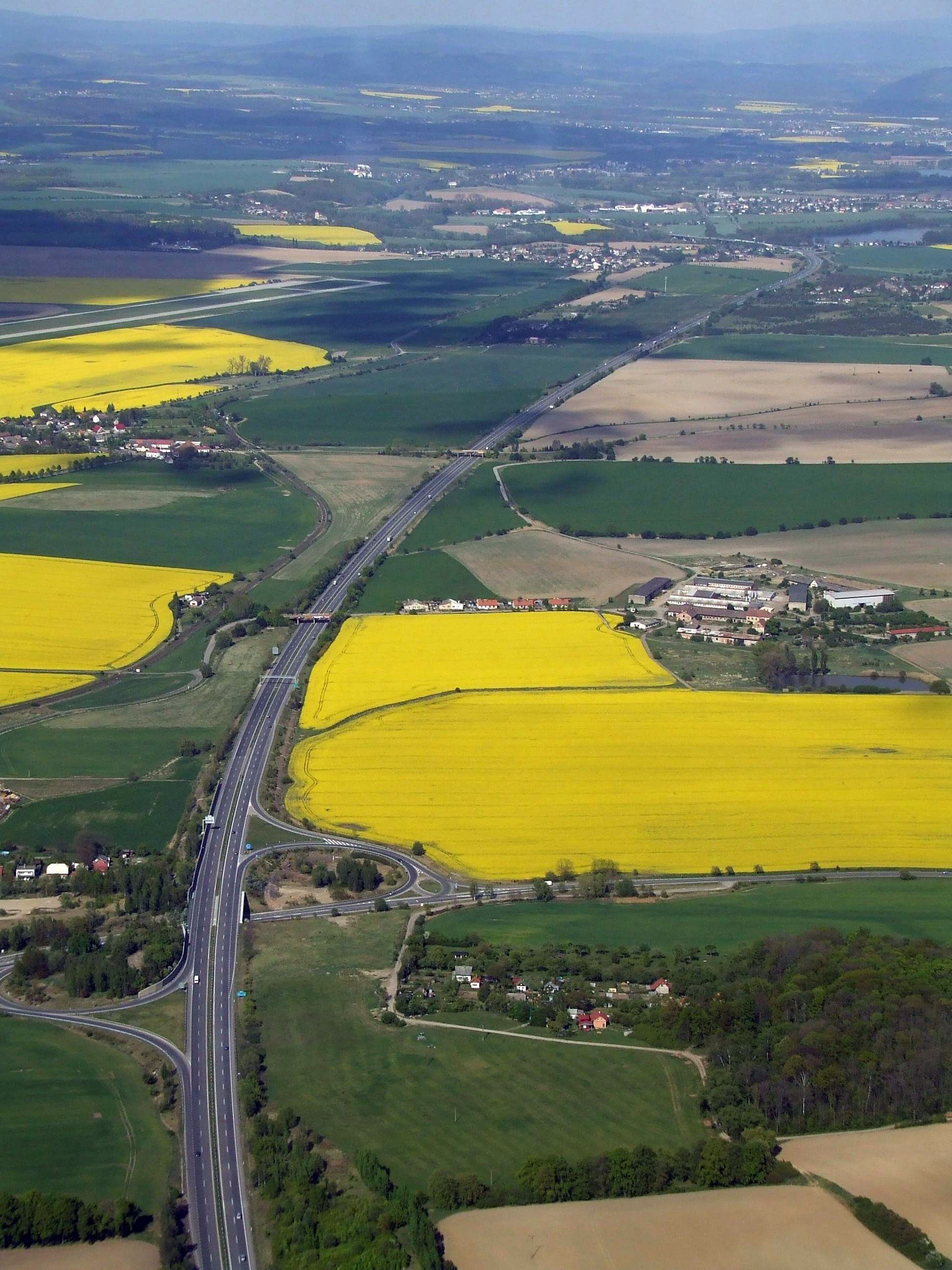
Dálnice 10 bij Mnichovo Hradiště in de richting van Turnov
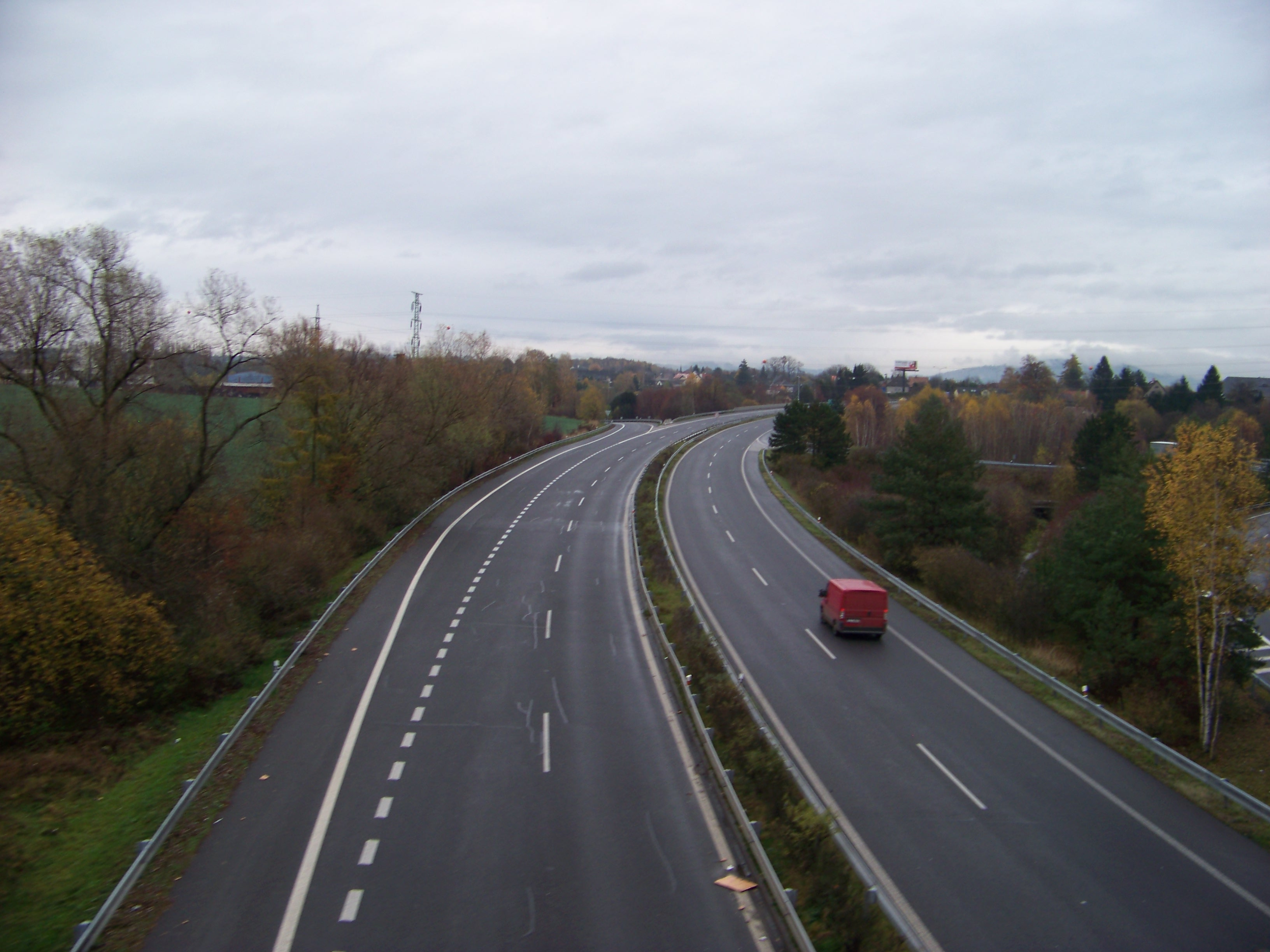
De D10 dicht bij Ohrazenice bij het knooppunt met de 35

D 0 ·
D 1 ·
D 2 ·
D 3 ·
D 4 ·
D 5 ·
D 6 ·
D 7 ·
D 8 ·
D 10 ·
D 11 ·
D 35 ·
D 43 ·
D 46 ·
D 48 ·
D 49 ·
D 52 ·
D 55 ·
D 56